# Лейтенант С.
«Лейтенант С.» — радянський художній фільм 1987 року, знятий режисером Тимурланом Арганчеєвим на кіностудії «Казахфільм».

## Сюжет
Група молодих людей збила на дорозі лейтенанта Тимура Смагулова. Злякавшись наслідків, вони залишили пораненого на дорозі. Через деякий час серед студентів, які прибули на військові збори, лейтенант впізнає своїх кривдників. Однак він не поспішає викривати їх у злочині, вирішивши дочекатися, коли совість змусить Алмаса і Жанибека самих у всьому зізнатися.

## У ролях
- Алішер Сулейменов — Тимур Смагулов
- Сагі Ашимов — Алмас
- Асаналі Ашимов — батько Алмаса
- Сауле Жумартова — дружина Алмаса
- Азат Сейтметов — Батон
- Сергій Парфьонов — старший лейтенант
- Геннадій Болотов — полковник
- Сотибек Жумаділов — епізод
- Оринбасар Тазабеков — епізод
- Г. Алімжанов — епізод
- Ерік Жолжаксинов — епізод
- Бехзод Хамраєв — епізод
- Р. Байдалін — епізод
- А. Воронін — епізод
- Максим Лукоянов — епізод
- С. Несипкалієв — епізод
- Р. Неталієв — епізод
- О. Конарьова — епізод
- Р. Сайфулін — епізод
- Бахитжан Альпеїсов — епізод
- С. Болдирєв — епізод
- Б. Каїрбеков — епізод
- К. Шураєв — епізод
- Рустам Закіров — епізод
- С. Бондарчук — епізод
- О. Яблочко — епізод

## Знімальна група
- Режисер — Тимурлан Арганчеєв
- Сценаристи — Шахімарден Кусаїнов, Анатолій Галієв
- Оператор — Марат Дуганов
- Композитор — Талгат Сарибаєв
- Художник — Сабіт Курманбеков